# Коррупционный скандал с закупками продуктов для ВСУ
Коррупционный скандал с закупками продуктов для Вооружённых сил Украины начался после публикации в январе 2023 года информации о завышенных ценах на продовольственные закупки для ВСУ, которые в два-три раза превышали розничные цены. В частности, Министерство обороны Украины законтрактовало яйца по цене 17 гривен за штуку, тогда как розничная цена, по данным на январь 2023 года, составляла около 7 гривен за штуку. Министр обороны Алексей Резников описал ситуацию как «техническую ошибку», при этом обвиняя украинские СМИ в преувеличении скандала.
Результатом стал ряд увольнений в высших рядах украинских чиновников. В отставку ушли заместитель министра обороны Вячеслав Шаповалов и директор департамента закупок Богдан Хмельницкий; было проведено расследование Государственного бюро расследований в отношении нескольких лиц, причастных к закупкам министерства. В сентябре 2023 года в отставку ушёл и сам министр обороны Резников.

## История

### Продукты по высоким ценам
21 января 2023 года украинское издание «Зеркало недели» опубликовало материал о закупках министерства обороны Украины продуктов для вооружённых сил Украины по ценам, превышающими розничные в два-три раза. Ещё 23 декабря 2022 года директор департамента госзакупок Богдан Хмельницкий подписал соглашение о закупке продуктов стоимостью 13,16 млрд гривен с ООО «Актив компани» на услуги организации питания в 2023 году воинских частей, дислоцированных в Полтавской, Сумской, Киевской, Житомирской, Черниговской и Черкасской областях.
Журналист Юрий Николов подчеркнул, что подобные практики, направленные на получение прибыли от миллиардных поставок продовольствия для военнослужащих, не были новыми. В 2009 году министра обороны Юрия Еханурова уволили из-за аналогичной ситуации с завышенными ценами, которая также была подробно описана в «Зеркале недели».
23 декабря 2022 года было заключено соглашение между министерством обороны Украины и юридическим лицом ООО «Актив компани». Директором данной фирмы назывался бывший руководитель одного из государственных предприятий министерства обороны. Организация, обладавшая уставным капиталом в тысячу гривен, ранее привлекала внимание правоохранительных органов. В 2019 году ООО «Актив компани» стало объектом уголовного производства Национальной полиции в связи с предполагаемым представлением поддельного акта для участия в тендере на поставку говядины для учреждений исполнения наказаний и следственных изоляторов Государственной уголовно-исполнительной службы. В 2021 году налоговая служба аннулировала у данной фирмы свидетельство плательщика НДС в связи с отсутствием поставок и непредставлением деклараций.
Согласно копии официального документа, оказавшегося в распоряжении журналистов, министерство обороны заключило контракт с ООО «Актив компани» на поставку продуктов для ВСУ по завышенным ценам. Например, цены на яйца составили 17 гривен за штуку (в то время как розничная цена в киевском магазине «Сильпо» составляла около 7 гривен за штуку), картофель — 22 гривны за килограмм (в магазине — примерно 8—9 гривен), куриные бёдра — 120 гривен за килограмм (в магазине — 80 гривен). Согласно расследованию «Зеркала недели», договор ограничивается только закупкой, в то время как предоставление услуг питания указано в отдельной статье расходов, оценённой в 30 млн гривен.
В 2021 году цены на продукты для военнослужащих в контракте в этих же областях были значительно ниже: яйца — 3,6—3,9 гривен за штуку, картофель — 10,56 гривны за кг, куриное бедро — 67 гривен за кг.

### Реакция организаций и ведомств
После публикации информации о коррупционном скандале 22 января министерство обороны Украины назвало предоставленную информацию «введением в заблуждение и манипуляцией», а также «искусственной информационной атакой под вымышленным предлогом». Ведомство выразило намерение обратиться в Службу безопасности Украины (СБУ).
Президент Украины Владимир Зеленский прокомментировал расследование, обещая, что украинцы получат полную информацию, а государство предпримет соответствующие меры. По словам источника украинской версии журнала Forbes, Зеленский опасался влияния скандала на международную помощь Украине в отражении российского вторжения.
23 января компания-поставщик ООО «Актив компани» назвала сравнение цен «неправильным и манипулятивным». В заявлении представителей компании подчёркивалось, что государство заключило контракт не только на поставку продуктов, но и на предоставление услуги, включая содержание стоимости полноценного питания одного военнослужащего в сутки, доставку по всей территории Украины, в том числе и в зону боевых действий.
Министр обороны Алексей Резников подчеркнул, что цена включает в себя не только сами продукты, но и услуги по их доставке и приготовлению пищи. Указанную в документе цену на яйца он назвал технической ошибкой со стороны поставщика. Чиновник отметил, что закупка продуктов для армии не ограничивается отдельными товарами, а представляет собой «комплексную услугу по обеспечению питания», включая доставку продуктов в воинские части и в определённых случаях приготовление пищи. Основным объектом закупок является стоимость суточного рациона для военнослужащего, которая в 2023 году увеличилась с предыдущих 120 гривен до 145,8 гривен в сутки.
Резников также отметил, что, согласно нормативам, килограмм яиц составляет около двадцати штук, а цена 170 гривен за килограмм эквивалентна 85 гривнам за десяток. Он подчеркнул, что эта цена находится в пределах показателей других поставщиков и полностью соответствует рыночной цене. Министр упомянул рекомендованную цену Института имени Бокариуса в 90 гривен за десяток.
На заседании профильного комитета Верховной Рады 23 января Резников представил информацию об обеспечении армии продовольствием. Он продемонстрировал действовавший контракт, в котором цены, включая цены на яйца, отличались от тех, что были опубликованы в СМИ. Депутаты, однако, указывали на наличие у фирм-поставщиков признаков фирм-прокладок, а также связей с предыдущими поставщиками продовольствия для ВСУ.
6 марта Резников отреагировал на обвинения в завышении цен на продукты для военнослужащих. Он подчеркнул, что «информационные волны» имели заказной характер и что некоторые публикации были частью организованных вбросов, созданных с целью дестабилизации обстановки.
12 июня глава Государственной аудиторской службы Алла Басалаева отметила в интервью, что яйца по 17 гривен (и, соответственно, десяток по 170 гривен) за штуку действительно покупались, однако в отчёте Госаудитслужбы, по словам Резникова, было указано, что подобная покупка «документально не подтверждена».

## Последствия
Расследование «Зеркала недели» вызвало широкий общественный резонанс. Предметом шуток в социальных сетях стало заявление министра обороны Резникова о «технической ошибке», касающейся цены на яйца по 17 гривен за штуку. Газета The New York Times расценила коррупционный скандал как «крупнейший переворот в правительстве президента Владимира Зеленского с момента начала российского вторжения» в феврале 2022 года. Как отметила организация Politico, журналистское расследование подорвало попытки украинского руководства продемонстрировать успехи в борьбе с коррупцией, что может негативно сказаться на перспективах членства в Европейском союзе.
24 января 2023 года заместитель министра обороны Украины Вячеслав Шаповалов подал в отставку. Министр обороны Алексей Резников отметил, что он «попросил уволить его, чтобы не создавать угрозы для стабильного обеспечения ВСУ в результате кампании обвинений». Хотя Резников остался на должности, скандал о «яйцах по 17 гривен» отмечался журналистами как «точка невозврата» для него как для министра.
Глава Национального агентства по предотвращению коррупции вынес предписание о проведении служебного расследования в отношении руководителя департамента госзакупок Богдана Хмельницкого. Ему были предъявлены обвинения в предоставлении недостоверной информации и нарушении сроков ответа. Ещё 16 января был составлен административный протокол о коррупционном правонарушении. 1 февраля Служба безопасности Украины вручила подозрения Хмельницкому и Шаповалову.
2 февраля была проведена операция сотрудников Государственного бюро расследований и Службы безопасности Украины, которая привела к разоблачению и задержанию преступной группы, занимавшейся присвоением средств, выделенных на питание военнослужащих ВСУ. Ущерб от их действий оценивался правоохранителями более чем в 4,6 млн гривен. В ходе расследования были выявлены фирмы, включая те, которые поставляли яйца по завышенным ценам для министерства обороны.
21 марта президент Владимир Зеленский подписал закон, который обязывает с 20 июня публиковать цены на все военные закупки, кроме оружия, на платформе электронных закупок ProZorro.
4 сентября 2023 года Алексей Резников подал в отставку с поста министра обороны Украины. Фара Стокман из The New York Times отметила, что хотя Резников не был лично замешан в этом скандале, однако был запятнан им. Решение об увольнении Резникова было принято после серии обвинений украинских СМИ в том, что Минобороны закупает товары по завышенным ценам, и на фоне борьбы украинских властей с коррупцией в стране.
В феврале 2024 года министерство обороны Украины заявило о сотрудничестве с правоохранительными органами для борьбы с коррупцией при закупках для ВСУ и о введении архитектуры закупок по стандартам НАТО. По данным ведомства. чтобы предотвратить манипуляции с ценами со стороны поставщиков, были установлены предельные цены на продукты; была введена двухуровневая система закупок, где Минобороны устанавливает правила, а Государственный оператор тыла осуществляет закупки, что должно уменьшить риски коррупции.